# Berberis pallens
Berberis pallens är en berberisväxtart som beskrevs av Adrien René Franchet. Berberis pallens ingår i släktet berberisar, och familjen berberisväxter. Inga underarter finns listade i Catalogue of Life.